# Daniel R. Fitzpatrick
Daniel Robert Fitzpatrick (né en 1891 à Superior dans le Wisconsin et mort le 18 mai 1969) est un dessinateur de presse américain, double lauréat du prix Pulitzer. Après des études à l'institut d'art de Chicago, il a travaillé deux ans pour le Chicago Daily News avant de rejoindre en 1913 le St. Louis Post-Dispatch, dont il fut le dessinateur principal jusqu'à sa retraite en 1958.
Influencé à ses débuts par Robert Minor et Rollin Kirby, il dessinait comme eux dans un style assez classique, et cherchait à informer bien plus qu'à faire rire. Anti-militarisme, anti-fasciste, social-libéral, il défendait des opinions que ne partageaient pas forcément son lectorat, mais son refus de la polémique et son talent en faisaient un dessinateur très apprécié à son époque, aussi bien par le public que par ses pairs. Il influença Bill Mauldin, son successeur au St. Louis Post-Dispatch.

## Prix
- 1928 : Prix Pulitzer du dessin de presse pour The Laws of Moses and the Laws of Today
- 1954 : Prix Hillman (en)
- 1955 : Prix Pulitzer du dessin de presse pour How Would Another Mistake Help? et l'ensemble de sa carrière